# Heinrich II. (Fürstenberg)

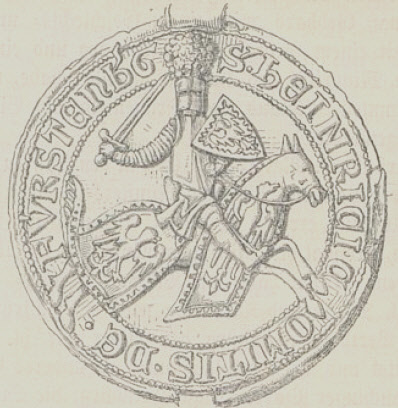
Graf Heinrich II. von Fürstenberg

Heinrich II. von Fürstenberg (* vor 1279; † 14. Dezember 1337) war der dritte Graf von Fürstenberg. Durch Heirat und Erbschaft konnte er den fürstenbergischen Besitz um die Herrschaften Wartenberg und Hausach erweitern.

## Leben
Heinrich entstammt dem Geschlecht der Grafen von Fürstenberg. Sein Vater war  Friedrich I. von Fürstenberg, seine Mutter war Udilhild von Wolfach.
Nach dem Tod Friedrichs († 1296) übernahm dessen Bruder Konrad, Domherr zu Konstanz, die Vormundschaft über die Kinder.
Bereits 1303 verkaufte Heinrich – wohl aus Geldnot – die Burg Fürsteneck und die Stadt Oberkirch an das Hochstift Straßburg. 1305 führte Heinrich Krieg gegen den Habsburger König Albrecht I. und dessen Sohn Friedrich und brach damit mit der Habsburg freundlichen Politik seiner Vorfahren. Nachdem der König im Mai Fürstenberg belagerte, musste Heinrich binnen weniger Tage klein beigeben und verlor im Ergebnis die Stadt Bräunlingen, die fortan zu Vorderösterreich gehörte. Nach der Beilegung dieser Streitigkeiten gehörte Heinrich wieder zu den Vertrauten der Habsburger. So zog er mit Herzog Leopold von Habsburg 1311 nach Italien und war an der Niederschlagung des Mailänder Aufstandes beteiligt. In den Auseinandersetzungen zwischen König Ludwig dem Bayer und dem Habsburger Gegenkönig Friedrich stand er auf Seiten des Habsburgers.
Heinrichs Schwiegervater, Graf Heinrich von Freiburg-Badenweiler, war mit Anna von Wartenberg verheiratet. Nach dem Tod ihres Onkels Konrad von Wartenberg († 1303) erbte Anna die Herrschaft Wartenberg mit der Stadt Geisingen und der Vogtei über das Kloster Amtenhausen. Über Annas Tochter, Verena, kam die Herrschaft Wartenberg an Heinrich II. der sich bereits 1304 Landgraf der Baar nannte, ein Amt das zuvor Konrad von Wartenberg hatte. Es bleibt unklar, weshalb nicht männliche Verwandte des Konrad von Wartenberg sein Erbe antreten konnten. Die Fürstenberger konnten den Titel der Landgrafen behalten und aus der Verschmelzung verschiedener Rechte entstand die Landgrafschaft Fürstenberg.
Vermutlich im Streit um Lehen des Klosters Reichenau begann Heinrich eine Fehde gegen den Reichenauer Abt, Diethelm von Castell, den er auch gefangen nahm. Heinrich wurde mit dem Kirchenbann belegt. Der Konflikt wurde 1320 zugunsten Heinrichs beigelegt. Auch mit der Nebenlinie Fürstenberg-Haslach kam Heinrich 1317 und 1324 in bewaffnete Konflikte.
Heinrich wurde als erster im Kloster Neudingen bestattet, das fortan die Fürstenberger Familiengruft wurde. Beim Brand des Klosters 1852 wurde sein Grabmal zerstört.

## Ehe und Nachkommen

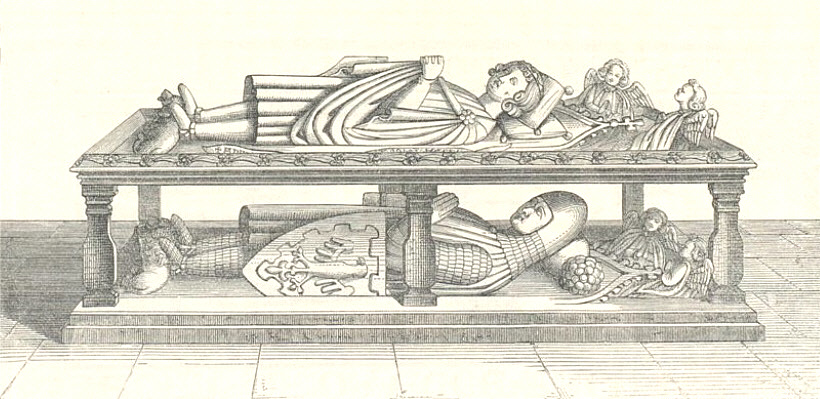
Grabmal der Grafen Heinrich II. (oben) und Heinrich III. im ehemaligen Kloster Neudingen

Heinrich heiratete seine Cousine, Verena von Freiburg, die Tochter des Grafen Heinrich von Freiburg. Aus dieser Ehe sind sieben Kinder bekannt:
- Konrad, Graf von Fürstenberg und Wartenberg, Landgraf in der Baar († 1370) ⚭ Adelheid von Griessenberg
- Johann, Graf von Fürstenberg († 1365) ⚭ Johanna von Signau
- Heinrich, Graf von Fürstenberg († 1367) ⚭ Anna von Montfort
- Margarethe ⚭ Hugo VI. Graf von Montfort-Feldkirch
- Verena (Nonne im Kloster Neudingen)
- Sophie (Nonne im Kloster Neudingen)
- Udelhild ⚭ Heinrich von Blumenegg